# Hubert de Boisredon
Pour les articles homonymes, voir Boisredon (homonymie).
Hubert de Boisredon, né le 1er août 1964 à Suresnes, est un chef d’entreprise français. Il est le président-directeur général de l'entreprise Armor Group.

## Biographie

### Famille et origine
Hubert Alefsen de Boisredon d'Assier est issu d'une famille de tradition militaire ayant une lointaine origine danoise. Il descend notamment de plusieurs officiers et maréchaux français. Il est le neveu de Charles-Henri Cossé Brissac, ancien président du conseil général de Loire-Atlantique. Il est marié à Marianne de Boisredon, économiste et autrice. Il est le frère aîné de Christian de Boisredon, pionnier du journalisme de solutions et fondateur de Sparknews. Il est le père de quatre enfants, dont Jean de Boisredon, fondateur de l’entreprise Caps Me et de Vianney de Boisredon, auteur du livre Steppe by Steppe,.

### Formation et début de carrière
Après son diplôme d’HEC en 1986, Hubert de Boisredon choisit de partir en coopération au Chili, au sein du Banco de desarrollo (es), où il crée et dirige la première société de capital-risque nationale, puis fonde avec un ami, Laurent Marbacher, la banque de microcrédits Contigo, qu'il dirige jusqu'en 1993 avec Marianne Vandermeersch, qui deviendra son épouse, et une équipe franco-belgo-chilienne. L’enjeu est de donner accès au crédit à plus de 400000 TPE exclus des crédits bancaires traditionnels, qui employaient à l’époque la moitié de la population active chilienne.
Il mène ensuite une carrière durant onze ans chez Rhône-Poulenc Chimie comme responsable marketing-ventes, responsable de centre de profit de la business unit « Photo & Inhibiteurs de polymérisation », puis directeur général adjoint de Rhodia Japon, avant d'évoluer comme vice-président et directeur général Asie-Pacifique de la Division Organique Fine à Hong Kong et enfin directeur général mondial des Ingrédients Pharmaceutiques de Rhodia. Ces années lui donneront l’occasion de piloter des acquisitions de sociétés chinoises et d’être confronté à des enjeux de développement durable (droit du travail, pollution des usines…).

### Carrière au sein d'Armor Group
Souhaitant mettre en œuvre un management par la confiance et gérer un projet d’entreprise sur le long terme, il choisit de diriger une ETI. Il rejoint Armor Group en 2004 comme directeur général.
Depuis son arrivée chez Armor Group, il mène avec son équipe une transformation profonde de l’entreprise. L’internationalisation du groupe a été développée : 80% des ventes sont réalisées hors France.
En 2011, à l'initiative d'Hubert de Boisredon et de son équipe, l'Université Armor est créée sur le site de l'usine de La Chevrolière, formant le personnel comme pilotes de machines robotisées.
En 2014, la majorité du capital du Fonds de participations industrielles lyonnais Orfite est racheté par Hubert de Boisredon, l’équipe de direction et certains salariés d’Armor. Cette reprise est construite sous une forme de capital management industriel et innovation (CMII) que soutient Arkéa Capital Partenaire à hauteur de 30 millions d'euros. En 2018, la participation de l’équipe dirigeante emmenée par Hubert de Boisredon et des salariés passe de 56% à 75%, à l’occasion d’un remaniement capitalistique. Depuis 2022, Armor Group est détenu à 100% par son équipe dirigeante et quelques centaines de salariés.
En 2024, il accueille Patrick Martin, alors président du Medef, pour lui présenter le tout nouveau site industriel d’Armor Battery Films, filiale dédiée aux composants pour batteries lithium-ion.

### Autres activités professionnelles
En parallèle de son activité de dirigeant d’Armor Group, Hubert de Boisredon co-fonde en 2021 avec Louis Faure, Eotekum, un cabinet de coaching et de formation de dirigeants et d’acteurs de projets au leadership de la ligne de crête par le compagnonnage. Dans ce cadre-là, il s’engage avec HEC pour relier alumni et étudiants dans une expérience commune, à travers un nouveau cours « Compagnonnage - Démarrage d’une carrière responsable ».

### Engagements
Hubert de Boisredon est engagé à différents niveaux à la promotion de l'entrepreneuriat.
En 2010, il co-fonde avec Yann Rolland, président de Cetih et Christian Lafarge, directeur du développement Durable de Rémy Cointreau, le réseau Les Dirigeants Responsables de l’Ouest, renommé depuis Collectif des Dirigeants Responsables, qui invite les chefs d’entreprise à mettre la RSE au cœur de leur stratégie et de leur modèle économique. Il est membre du Club des Trente, qui rassemble des dirigeants d’entreprise de l’Ouest, du conseil d'administration du Medef 44 et du Pacte mondial Réseau France, ainsi que vice-président du réseau "Les Entreprises pour la Cité".
En juin 2017, Hubert de Boisredon participe au G7 des ministres de l’Environnement à Bologne en Italie en tant que PDG d'Armor Group. Il a ensuite participé en mars 2018 au premier sommet de l’Alliance solaire internationale aux côtés d’Emmanuel Macron et d’autres industriels du monde entier, à New Delhi. En mai 2019, il participe à la préparation du premier Contrat du comité stratégique de la filière « Industries des nouveaux systèmes énergétiques » du Conseil national de l’industrie. En mars 2019, lors du débat sur l'Airbus des batteries, Hubert de Boisredon publie une tribune dans Les Echos, défendant l'idée « d'associer à la puissance financière des grands groupes les capacités d'innovation des PME et ETI pour inventer la batterie européenne du futur ». Il est depuis 2024 membre du Comité Gouvernance des entreprises du MEDEF.
Sur un plan plus personnel, Hubert de Boisredon est membre de l’association catholique et œcuménique Fondacio. Il a écrit plusieurs livres chez Mame dont L'Esprit souffle, suis-le : Itinéraire d'un dirigeant engagé publié en 2021 et Déserter ou s’engager – Lettre aux jeunes qui veulent changer le monde publié en 2023.

## Distinctions

### Décorations
- Chevalier de l’ordre national du mérite (2009)[37]
- Chevalier de la Légion d'honneur (2017)[38]

### Prix
- Prix de l’Entrepreneur de l’année de la Région Ouest (2013)[39].
- Prix du Stratège de l'année, dans la catégorie ETI-PME, décerné par Les Echos (2018)[40].
- Lauréat du classement les 40 leaders qui s’engagent par l'Institut Choiseul (2024)[41].